# 大邁哈萊
大邁哈萊（阿拉伯语：المحلة الكبرى）是埃及北部的城市，位於尼羅河三角洲中部杜姆亞特支流的西岸，是西部省的最大城市，工業和農業發達，2005年人口約500,000。大邁哈萊是埃及的主要紡織業中心，棉花處理廠依賴鄰近地區出產的棉花。